# Список Народных героев Югославии/Ф
В настоящем списке в алфавитном порядке представлены все Народные герои Югославии, чьи фамилии начинаются с буквы «Ф» (всего 9 человек). В списке указаны даты присвоения звания и даты жизни Героев.
- Серым цветом в таблице выделены Герои, награждённые орденом Народного героя посмертно.

## Список Народных героев Югославии, фамилии которых начинаются с «Ф»
| № п/п | Фото | Фамилия, Имя      | Дата присвоения звания | Годы жизни                      |
| ----- | ---- | ----------------- | ---------------------- | ------------------------------- |
| 1165  |      | Фериянчич, Антон  | 27 ноября 1953         | 1915 — 1990                     |
| 1166  |      | Фетахагич, Ахмет  | 10 сентября 1949       | 14 мая 1913 — 25 декабря 1944   |
| 1167  |      | Фикет, Мирко      | 24 июля 1953           | 25 октября 1899 — 7 апреля 1976 |
| 1168  |      | Филипович, Мирко  | 26 июля 1949           | 1912—1944                       |
| 1169  |      | Филипович, Степан | 14 декабря 1949        | 27 января 1916 — 22 мая 1942    |
| 1170  |      | Филиповски, Чеде  | 1 августа 1949         | 16 ноября 1923 — 29 июня 1945   |
| 1171  |      | Флис, Драго       | 27 ноября 1953         | 14 августа 1921 — 4 марта 2019  |
| 1172  |      | Френьо, Рифат     | 24 июля 1953           | 1922 — 8 июня 1943              |
| 1173  |      | Фунарич, Степан   | 27 ноября 1953         | 7 апреля 1921 — 26 августа 1979 |